# 菊池大二郎
菊池 大二郎（きくち だいじろう、1982年7月9日 - ）は、日本の政治家、行政書士。国民民主党所属の衆議院議員（1期）。山形県議会議員（1期）、村山市議会議員（1期）を務めた。

## 来歴
山形県村山市楯岡笛田出身。
父菊池汪夫が園長を務める幼児園に通った後、村山市立楯岡小学校、村山市立楯岡中学校、山形県立山形東高等学校を経て、学習院大学法学部法学科卒業。法科大学院である日本大学大学院法務研究科に進むも、一身上の都合で退学。
法律事務所やスポーツクラブで働いた後、「行政書士菊池大二郎法務事務所」を東京都港区で設立し、後に村山市に移転。
2015年4月12日投開票の山形県議会議員選挙に定数1の村山市選挙区から無所属（民主党推薦）で立候補したが、4人中2位で落選した。
同年10月25日の村山市議会議員選挙に立候補し、トップ当選した。
2019年1月17日に村山市議会議員を辞職。4月7日の山形県議会議員選挙に村山市選挙区から野党統一候補（国民民主党・日本共産党推薦、立憲民主党県連・社会民主党支持）として立候補し、前回敗れた自由民主党の現職を13票差で破り当選。その後国民民主党に入党し、山形県連政調会長を務める。
2023年4月9日の山形県議会議員選挙に（新）国民民主党公認で立候補するも、前回破った元職に450票差で敗れて落選。同年に舟山康江参議院議員の秘書となる。
2024年9月24日には国民民主党の第50回衆議院議員総選挙における山形2区での公認内定予定候補者となった。同年10月27日の投開票の結果、山形2区では自由民主党現職の鈴木憲和に敗れたものの、重複立候補していた比例東北ブロックで比例復活を果たし初当選。

## 選挙歴
| 当落 | 選挙                     | 執行日         | 年齢 | 選挙区       | 政党       | 得票数    | 得票率 | 定数 | 得票順位 /候補者数 | 政党内比例順位 /政党当選者数 |
| ---- | ------------------------ | -------------- | ---- | ------------ | ---------- | --------- | ------ | ---- | ------------------ | ---------------------------- |
| 落   | 2015年山形県議会議員選挙 | 2015年4月12日  | 32   | 村山市選挙区 | 無所属     | 3871票    | ーー   | 1    | 2/4                | /                            |
| 当   | 2015年村山市議会議員選挙 | 2015年10月25日 | 32   | ーー         | 無所属     | 2083票    | ーー   | 16   | 1/19               | /                            |
| 当   | 2019年山形県議会議員選挙 | 2019年4月7日   | 36   | 村山市選挙区 | 無所属     | 6746票    | 50.04% | 1    | 1/2                | /                            |
| 落   | 2023年山形県議会議員選挙 | 2023年4月9日   | 40   | 村山市選挙区 | 国民民主党 | 6232票    | 48.25% | 1    | 2/2                | /                            |
| 比当 | 第50回衆議院議員総選挙   | 2024年10月27日 | 42   | 山形県第2区  | 国民民主党 | 5万6359票 | 30.29% | 1    | 2/4                | 1/1                          |